# Nikołaj Iwanow (astronom)
| Odkryte planetoidy: 3 | Odkryte planetoidy: 3 |
| --------------------- | --------------------- |
| (1086) Nata           | 25 sierpnia 1927      |
| (1118) Hanskya        | 29 sierpnia 1927      |
| (1224) Fantasia       | 29 sierpnia 1927      |
| 1.                    |                       |

Nikołaj Iwanow (ros. Николай Иванов) – radziecki astronom.
Według Minor Planet Center we współpracy z innym radzieckim astronomem Siergiejem Bielawskim, odkrył 3 nowe planetoidy. Wszystkie trzy odkrycia dokonano w 1927 roku w Obserwatorium Simejiz na górze Koszka na Półwyspie Krymskim.